# Clohiesia corticola
Clohiesia corticola är en svampart som beskrevs av K.D. Hyde 1995. Clohiesia corticola ingår i släktet Clohiesia, ordningen Sordariales, klassen Sordariomycetes, divisionen sporsäcksvampar och riket svampar.   Inga underarter finns listade i Catalogue of Life.